# Область Войска Донского
Земля войска Донского (1786—1870), с 1870 года Область Во́йска Донско́го (ОВД) — автономная административно-территориальная единица Российской империи, населённая в значительной мере донскими казаками и управлявшаяся по особому положению. На 1897 год в области проживало около 2 500 000 жителей, из них 320 000 — в городах.
После революционных преобразований в России в феврале-ноябре 1917 года в среде донских казаков произошёл раскол. Сторонники «красной» советской власти провозгласили на этой территории в 1918 году создание Донской советской республики, а сторонники «белого» движения в том же году провозгласили создание своей Донской республики (Всевеликого войска Донского).
В дальнейшем как самостоятельная территория область проживания донских казаков существовала до 1920 года, после чего установившейся новой советской властью была разделена и передана в состав УССР и РСФСР.

## Предыстория
Территория обитания казаков на Дону изначально называлась «Землёй Донских казаков», чем подчёркивался её статус, так как термин «Земля» с давних времён в русских летописях означал независимое государство, а не удел или вассальное княжество.
Исторически территория располагалась на Диком Поле, ставшем затем южной окраиной Русского царства, в бассейне среднего и нижнего Дона. Основное население — донские казаки, начавшие селиться на этой территории ещё с конца XV века.
Земля Донских казаков долго не имела точных границ и территориального деления. С 1570 года её центром стал Черкасск.

### В составе Русского царства и Российской империи

Земля Донских казаков на карте Екатеринославского наместничества

В результате подавления Петром I в 1707—1708 годах восстания донских казаков под предводительством Кондратия Булавина, наибольшая часть не имеющей определённых границ Земли Донских казаков оказалась в то время на территории Бахмутской провинции большой Азовской губернии.
С 1719 года по 1725 год являлась частью Бахмутской провинции Азовской губернии, с 1725 по 1765 год — частью Бахмутской провинции Воронежской губернии.
В 1765—1775 годах — отдельная Земля Донских казаков.
В 1775 году — Земля Донских казаков снова вошла в состав новой Азовской провинции новосозданной Азовской губернии. с 1775 года провинции в Российской империи упразднялись. С 1779 года, в ходе новой административной реформы Екатерины II, губернии преобразовывались в наместничества.
С 1783 года по в 1786 год — Земля Донских казаков в составе Екатеринославского наместничества, откуда она в ходе дальнейших преобразований и была выделена в отдельную административную единицу Российской империи.

## История

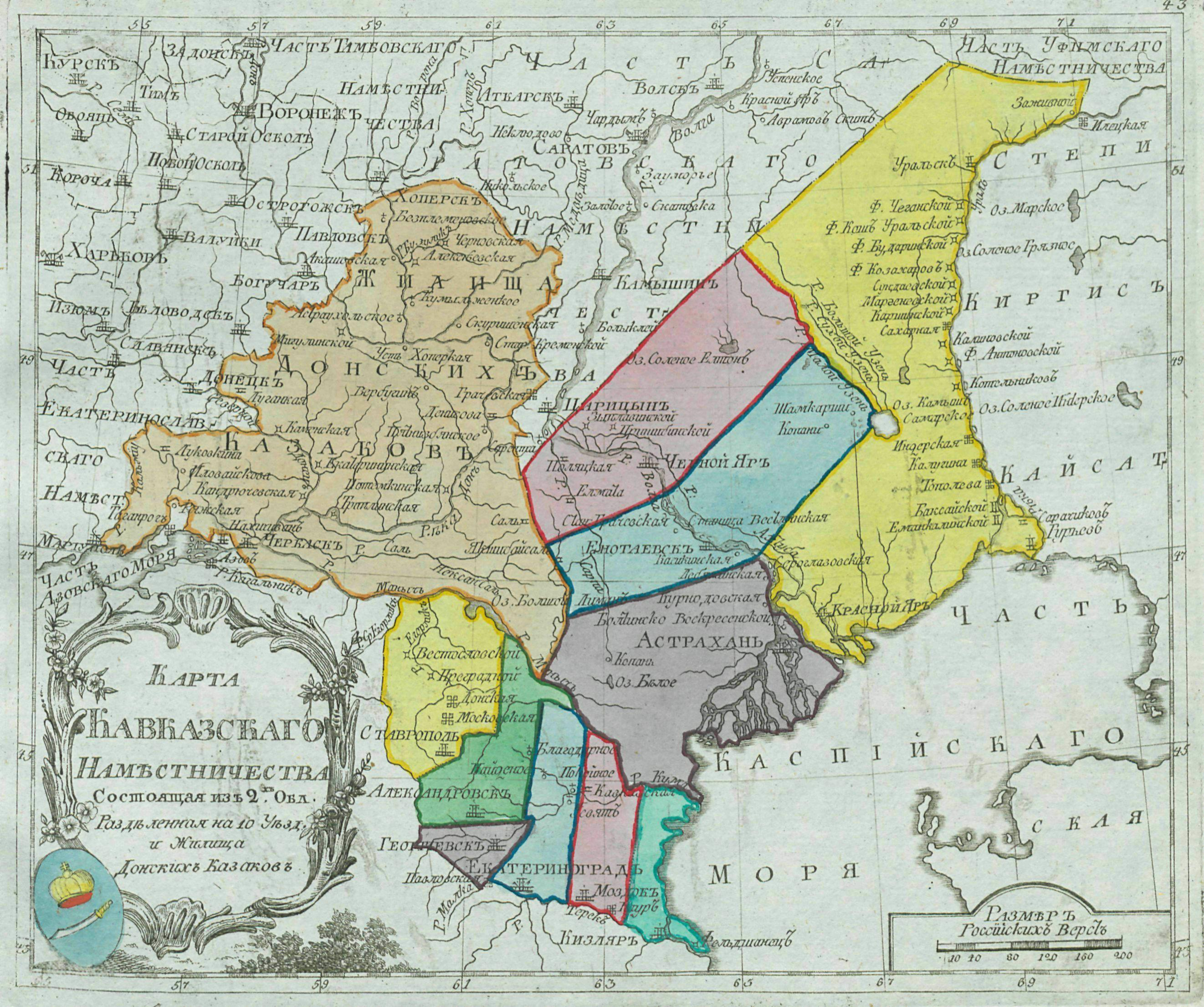
Жилища донских казаков, 1792

Впервые граница установлена в 1786 году (утверждена Жалованной грамотой войску 1792 года). С 1786 года официально называлась Землёй войска Донскаго. Центр — Черкасск, с 1805 года — Новочеркасск.

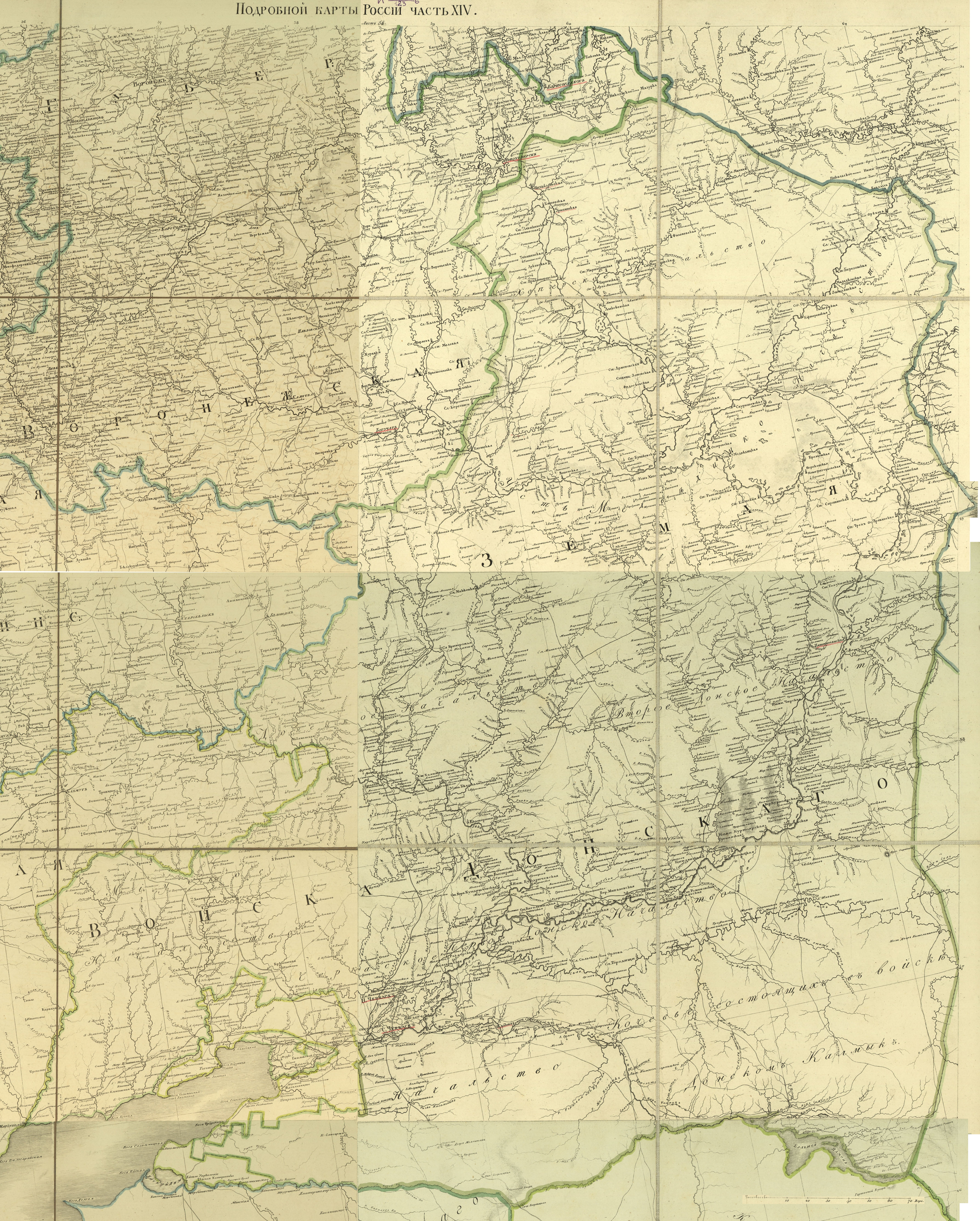
Земля войска Донского на Подробной карте, 1816

Подробная карта Земли Войска Донского, составленная в 1833 году генерал-майором Богдановичем.

Карта Земли Донского казачьего войска 1858 года из «Атласа Землям иррегулярных войск»

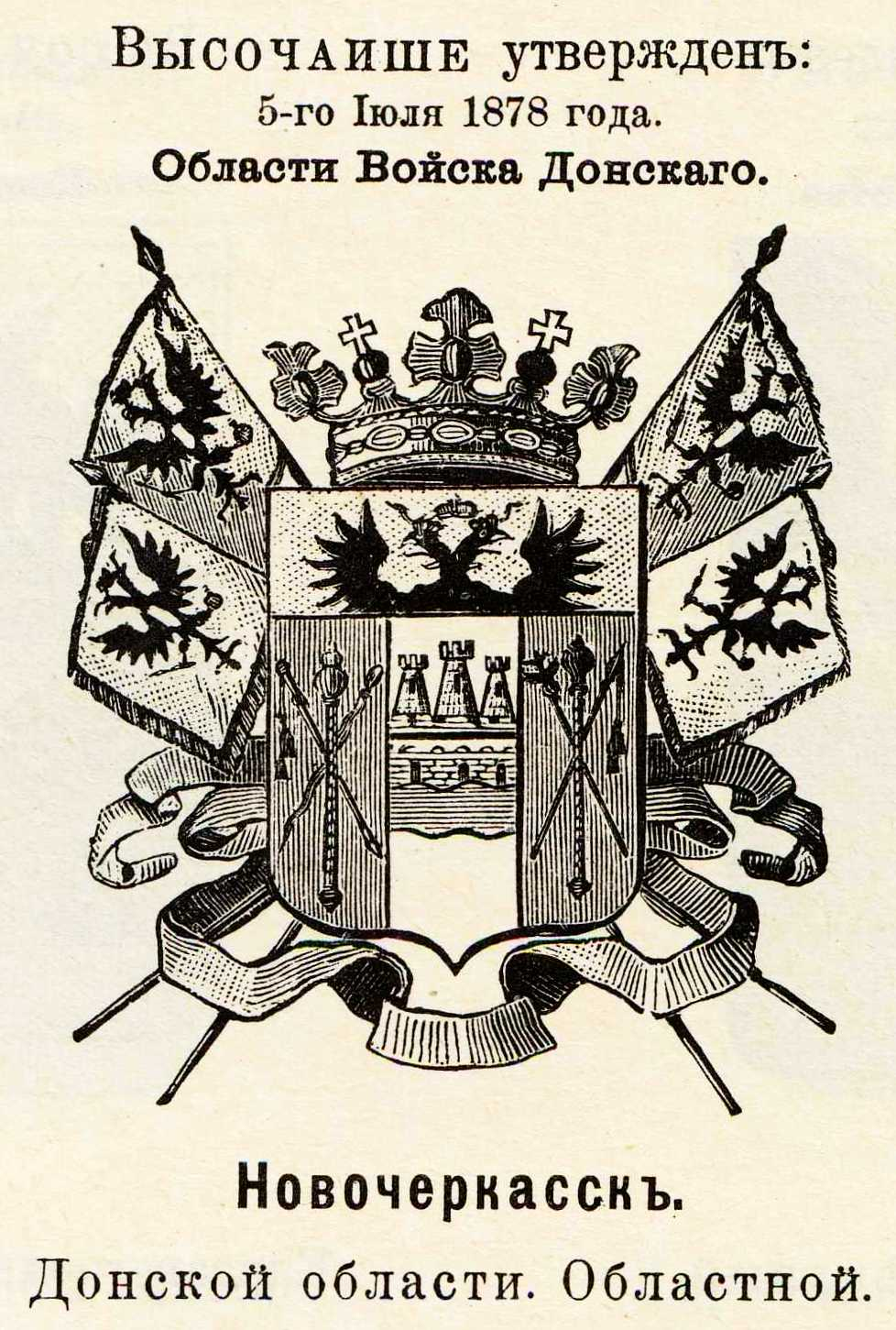
Герб Новочеркасска, 1878

В 1802 году Земля войска Донского была разделена на семь округов, в 1806 году создан ещё Калмыцкий округ, и сохранялась без изменений до 1887 года, когда в состав Области войска Донского были включены Ростовский уезд и Таганрогское градоначальство с городами Ростовом, Таганрогом и Нахичеванью. Территория области в это время составляла около 14 миллионов десятин.
Подробная карта Земли войска Донского была составлена под начальством Генерального штаба генерал-майора Ивана Богдановича в 1833 году. Карта была издана как приложение к военно-статистическому описанию Земли войска Донского. Масштаб карты: 24 версты в английском дюйме. На карте с помощью условных знаков были обозначены города, станицы и слобода, поселки и хутора (включая поселки от 1 до 30 дворов), дороги (как проселочные, так и почтовые), почтовые станции, разработки (железные и свинцовые) и прочее. 9 марта 1833 года Богданович получил бриллиантовый перстень за поднесённую им почётному атаману наследнику цесаревичу Александру Николаевичу подробную карту Земли войска Донского со статистическим описанием, а 8 мая этого же года ему было объявлено Высочайшее благоволение за составление рисунков регалий и знамён войска Донского.
В 1835 году издано «Положение об управлении войском Донским».
В 1835 году Земля войска Донского была разделена на семь административных округов «начальств»: Черкасский (окружное управление в г. Новочеркасск), 1-й Донской (станица Ведерниковская), 2-й Донской (станица Нижне-Чирская), Усть-Медведицкий (станица Усть-Медведицкая), Донецкий (станица Каменская), Хоперский (станица Алексеевская), Миусский (слобода Голодаевка)
в 1870 году Земля войска переименована в Область войска Донского с центром в Новочеркасске. Вместе с тем было подтверждено особое положение казачьего населения на территории Области войска Донского. Звание войскового атамана окончательно утверждалось за наследником престола. Во главе управления Области войска Донского стоял войсковой наказной атаман, для чего он наделялся правами военного губернатора, с помощником по гражданской части и с начальником штаба, ведавшим военными делами. Казаки обязаны были нести поголовную воинскую повинность и снаряжаться за свой счёт, за что наделялись рядом привилегий.
В период 1870—1918 годов — Область войска Донского.
К началу XX века Область войска Донского состояла из девяти округов: 1-го Донского, 2-го Донского, Донецкого, Ростовского, Усть-Медведицкого, Хопёрского, Черкасского, Сальского и Таганрогского. В 1918 году из частей Усть-Медведицкого, Донецкого и Хопёрского округов был образован Верхне-Донской округ. После Февральской революции в Области войска Донского была восстановлена власть Казачьего круга (парламента) и Войскового атамана (избираемого кругом).
После Октябрьской революции Донское войсковое правительство во главе с Войсковым атаманом А. М. Калединым отказалось признать большевиков и оказало вооружённое сопротивление. К концу февраля 1918 года силы Каледина были разгромлены, Новочеркасск и Ростов — заняты Красной армией. Атаман Каледин покончил жизнь самоубийством, его преемник атаман Назаров был расстрелян.
На территории Области войска Донского была провозглашена Донская Советская Республика. В марте 1918 года началось восстание казаков против большевиков, в результате которого в мае 1918 года в Новочеркасске было провозглашено создание Всевеликого Войска Донского — государственного образования, временно (до восстановления легитимной российской власти) независимого. Верховная исполнительная власть передавалась выборному атаману, законодательно-совещательные функции оставались за кругом. Флагом Всевеликого Войска Донского стало трёхцветное полотнище с горизонтальными полосами: синей, жёлтой и красной, которые символизировали единство трёх народов Дона: казаков, калмыков и русских.

### Оккупация во время Первой мировой войны
3 марта 1918 года советское правительство подписало Брестский мир, согласно которому признало независимость Украинской Народной Республики, при этом границы УНР не оговаривались. Воспользовавшись тем обстоятельством, что УНР была провозглашена на территориях, выходивших далеко за рамки границ, установленных в 1917 году Временным правительством (Киевская, Волынская, Подольская, Полтавская и, частично, Черниговская губернии), и включали в себя также Харьковскую, Екатеринославскую, Херсонскую и северную часть Таврической губерний, Австро-Венгрия и Германия начали захват территорий исторической Новороссии и Слобожанщины и в течение марта—апреля 1918 года захватили все заявленные в III Универсале Центральной Рады территории УНР. В том же апреле УНР была ликвидирована немцами, и вместо неё создана Украинская держава под руководством гетмана Скоропадского.
В течение мая немецкое наступление продолжилось, и к 8 мая 1918 года часть территории Области Войска Донского (включая Ростов-на-Дону) была оккупирована немецкими войсками и установлена власть Украинской Державы гетмана Скоропадского. 27 августа 1918 года между Россией с одной стороны и Германией, Австро-Венгрией, Болгарией и Турцией с другой был заключён дополнительный договор, согласно которому Донбасс не считался территорией Украинской Державы, а признавался временно оккупированной территорией.

Статья 12.
Части оккупированной области, не принадлежащие к областям, упомянутым в Третьем Украинском Универсале от 7 ноября 1917 года, будут очищены от германских боевых сил не позже как при заключении всеобщего мира, поскольку до этого времени не состоится мир между Россией и Украиной.
<…>
До тех пор, пока Донецкий бассейн согласно статье 11-й и 1-го статьи 12-й остаётся занятым германскими войсками, Россия из добытого там количества угля получает ежемесячно число тонн в три раза превышающее число тонн нефти или нефтяных продуктов из Бакинской области
<…>

### Временная и переходная власть
В 1918 году было образовано Всевеликое войско Донское.
В 1919 году на территории Всевеликого Войска Донского была установлена советская власть. Тогда же Совнарком Украины издаёт декрет «Об административном управлении на территории прифронтовой полосы Украины», в соответствии с которым все территории бывшей Украинской Державы, которые в царский период входили в состав губерний, чьи административные столицы находились на момент издания декрета в составе РСФСР, считались территорией РСФСР. Таким образом, временные границы Советской Украины устанавливались по прежним границам царских губерний.
Воссозданная Донецко-Криворожская Советская Республика (провозглашалась как автономия в составе РСФСР и включала в себя почти всю правобережную часть Северского Донца на территории области Войска Донского) была окончательно упразднена 17 февраля 1919 года, вместо неё в Донецком бассейне ещё 5 февраля 1919 года в границах Бахмутского и Славяносербского уездов Екатеринославской губернии была создана новая Донецкая губерния Советской Украины.
Границы области Войска Донского были полностью восстановлены в составе РСФСР.

### Расформирование и раздел между УССР и РСФСР

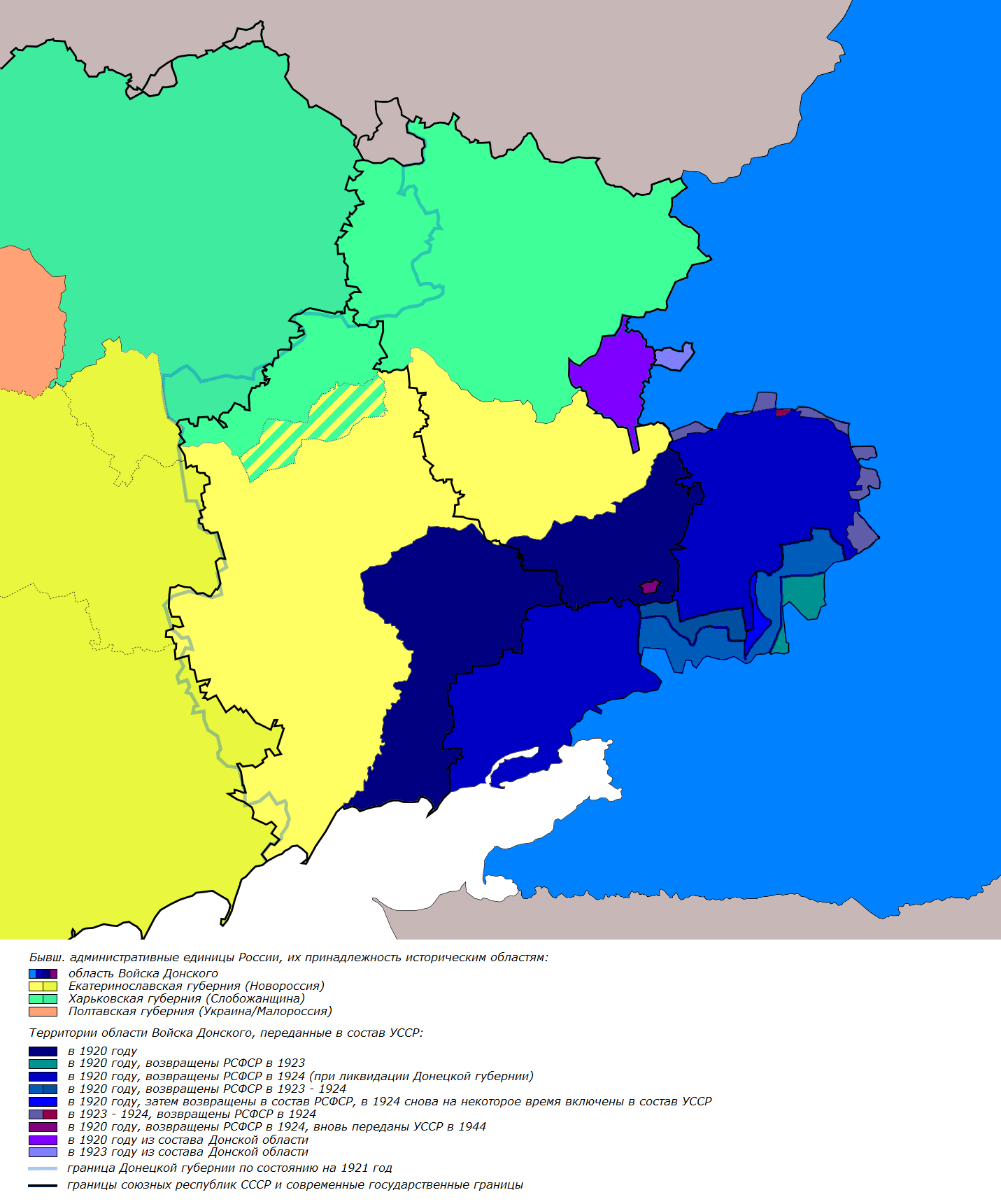
Карта разделов области Войска Донского между РСФСР и УССР в 1920-х годах

10 марта 1919 года III Всеукраинский съезд советов провозгласил независимую Украинскую Социалистическую Советскую Республику, в тот же день Совет народных комиссаров УССР заслушал «Вопрос о границах с Российской Республикой» и утвердил юго-восточную границу создаваемой УССР по южной границе материковых уездов Таврической губернии, восточной границе Екатеринославской и Харьковской губерний, а также по границе Черниговской губернии без четырёх северных уездов. Территории области Войска Донского, входившие в состав ликвидированной в феврале 1919 года Донецко-Криворожской Советской Республики, в состав УССР в тот момент опять не вошли.
15 марта 1920 года от области Войска Донского в состав Донецкой губернии УССР были переданы станицы Гундоровская, Каменская, Калитвенская, Усть-Белокалитвенская, Карпово-Обрывская волость Донецкого округа; станицы Владимирская, Александровская Черкасского округа, далее на запад условная линия: город Шахты и шахтинский округ станция Казачьи Лагеря, Мало-Несветайская, Нижне-Крепинская и далее до границы с Таганрогским округом. Таганрогский округ передан Украине целиком.
Через пять дней, 20 марта 1920 года, область Войска Донского была упразднена, семь её округов вошли в Донскую область, затем в 1924 году — в Юго-Восточную область, затем — в Северо-Кавказский край, три округа — 2-й Донской, Хопёрский и Усть-Медведицкий — вошли в состав Царицынской губернии.
Таким образом, казачье население области было разделено между тремя административными единицами РСФСР и УССР. Спустя четыре месяца, 12 июля 1920 года Донецкий губисполком издал приказ за № 11, в котором указывалось, что станица Луганская и её окрестности, находившиеся в составе Донской области, по реку Деркул отныне входят в состав Донецкой губернии УССР. 31 августа 1920 года Донисполком издал постановление, которым подтвердил передачу станицы Луганской в состав УССР.
Позднее, до 1924 года, граница между РСФСР и УССР в этом районе неоднократно менялась, в состав РСФСР постепенно возвращались территории, пока, наконец, в 1924 году не была установлена окончательная граница РСФСР (скорректированная в 1944 году, когда в состав УССР был передан Дарьино-Ермаковский сельсовет), из-за чего существование Донецкой губернии как региона, объединяющего весь промышленный потенциал Донбасса, стало невозможно. В 1925 году Донецкая губерния была ликвидирована, а УССР перешла на новое (окружное) административное деление. Утверждённая граница существовала на протяжении почти столетия как республиканская, а затем и государственная граница Украины.

## География

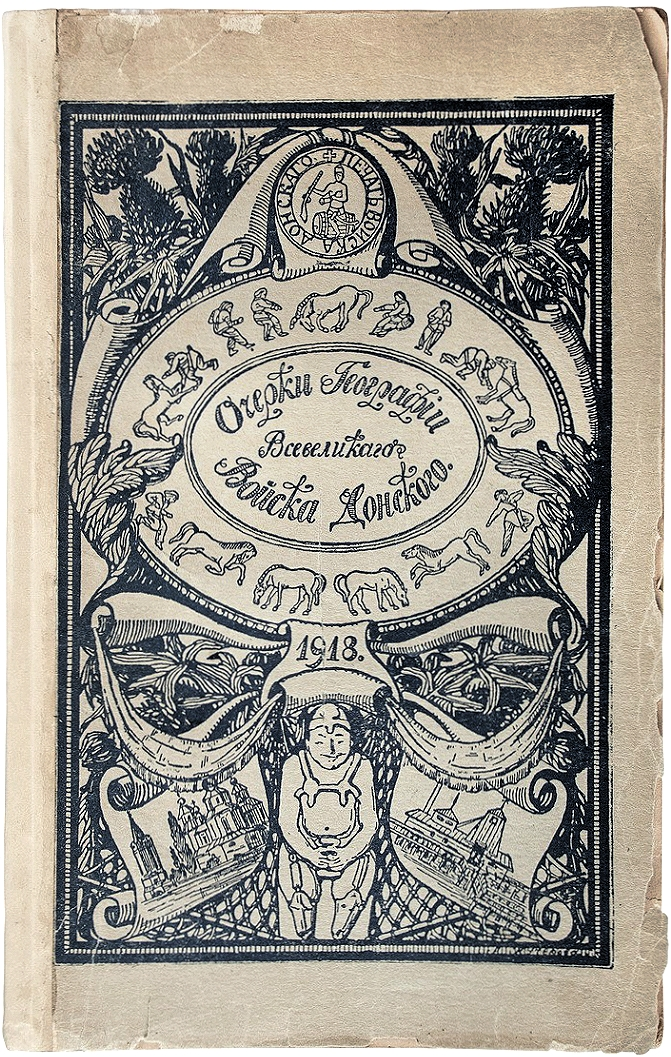
Очерки географии Области Всевеликого Войска Донского. Новочеркасск, 1918.

Площадь — 152 700 км² (143 128 кв. вёрст). Находилась в юго-восточной части Европейской России, между 46°7' и 51°18' с. ш. и 37½° и 45° в. д., граничила: с севера — с Воронежской и Саратовской губерниями, с востока — с Саратовской и Астраханской, с юга — со Ставропольской губернией, Кубанской областью и Азовским морем, с запада — с Екатеринославской, Харьковской и Воронежской губерниями. Примыкая юго-западным углом к Азовскому морю, почти вся область лежит в бассейне реки Дон.

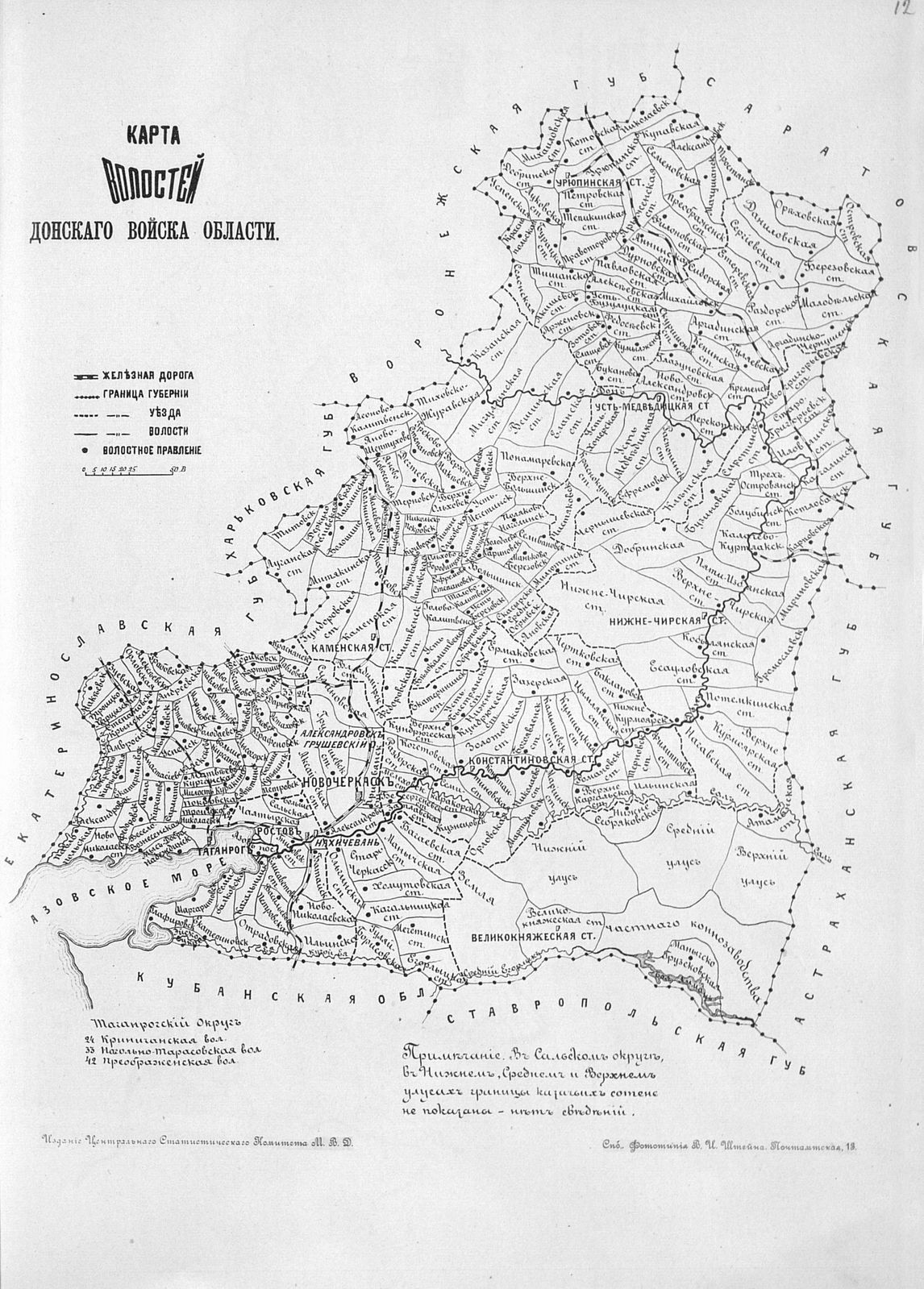
Волости Области Войска Донского

Территория Области Войска Донского в настоящее время поделена между Россией, куда вошла бо́льшая её часть, и Украиной.
Почти вся территория современной Ростовской области России приходится на землю Области Войска Донского, за исключением юга Егорлыцкого района, входившего в Кубанскую область, территории южнее линии Средний Егорлык — Маныч, входившей в Ставропольскую губернию, и территории восточнее реки Джурак-Сал, входившей в Астраханскую губернию.
Бо́льшая часть правобережной части современной Волгоградской области России также входила в Область Войска Донского.
Также к области относилась территория современного Краснодарского края севернее линии Ея — Куго-Ея.
К Украине отошли: юго-восток Донецкой области (от Иловайска до Макеевки, включительно) и часть Луганской области (см. карту выше).

### Административное деление

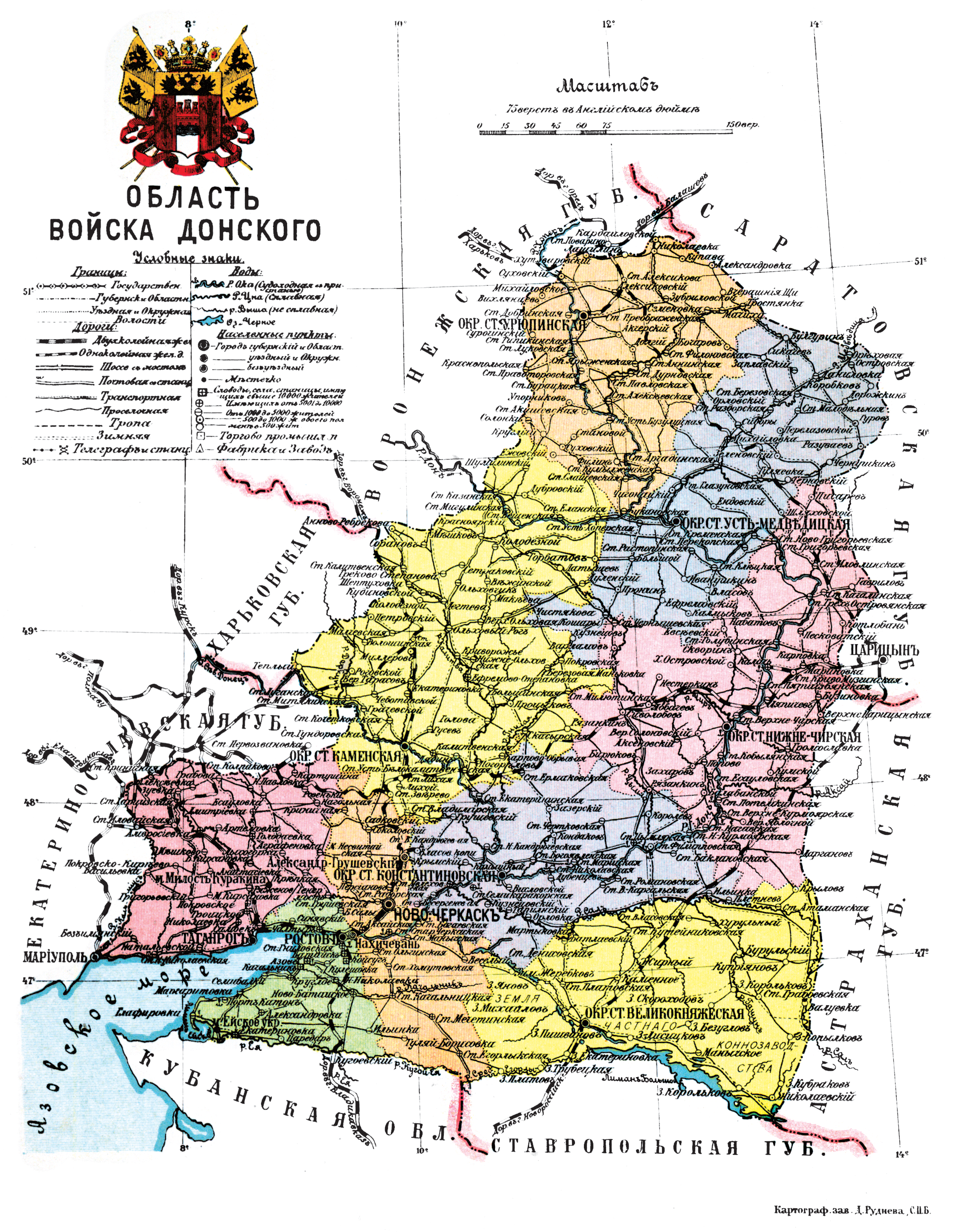
Карта административного деления Области Войска Донского до 1918 года

В начале XX века в состав губернии входило 9 округов:
| № | Округ            | Центр округа                     | Герб центра округа | Площадь, вёрст² | Население (1897), чел. |
| - | ---------------- | -------------------------------- | ------------------ | --------------- | ---------------------- |
| 1 | Донецкий         | ст. Каменская (12 190 чел.)      |                    | 24 659,3        | 455 819                |
| 2 | 1-й Донской      | ст. Константиновская (9267 чел.) |                    | 15 415,9        | 271 790                |
| 3 | 2-й Донской      | ст. Нижне-Чирская (6780 чел.)    |                    | 23 219,7        | 239 055                |
| 4 | Ростовский       | Ростов-на-Дону (119 476 чел.)    |                    | 6012,0          | 369 732                |
| 5 | Сальский         | ст. Великокняжеская (5583 чел.)  |                    | 18 961,0        | 76 297                 |
| 6 | Таганрогский     | Таганрог (51 437 чел.)           |                    | 12 229,4        | 412 995                |
| 7 | Усть-Медведицкий | ст. Усть-Медведицкая (5805 чел.) |                    | 18 082,6        | 246 830                |
| 8 | Хопёрский        | ст. Урюпинская (11 286 чел.)     |                    | 15 861,4        | 251 498                |
| 9 | Черкасский       | Новочеркасск (51 963 чел.)       |                    | 9750,3          | 240 222                |

### Население
Распределение населения Области Войска Донского по родному языку согласно переписи 1897 года:
| Округ            | великорусский | малорусский | немецкий | калмыцкий | армянский | еврейский |
| ---------------- | ------------- | ----------- | -------- | --------- | --------- | --------- |
| Область в целом  | 66,8 %        | 28,1 %      | 1,4 %    | 1,3 %     | 1,1 %     | …         |
| Донецкий         | 60,0 %        | 38,9 %      | …        | …         | …         | …         |
| Донской 1-й      | 86,6 %        | 11,6 %      | …        | …         | …         | …         |
| Донской 2-й      | 89,6 %        | 8,7 %       | …        | …         | …         | …         |
| Ростовский       | 53,3 %        | 33,6 %      | 1,0 %    | …         | 6,9 %     | 3,3 %     |
| Сальский         | 32,1 %        | 29,3 %      | 1,0 %    | 36,8 %    | …         | …         |
| Таганрогский     | 31,7 %        | 61,7 %      | 4,6 %    | …         | …         | …         |
| Усть-Медведицкий | 87,0 %        | 10,6 %      | 2,0 %    | …         | …         | …         |
| Хопёрский        | 92,8 %        | 6,8 %       | …        | …         | …         | …         |
| Черкасский       | 78,9 %        | 18,9 %      | …        | …         | …         | …         |

## Руководство Области
До XVIII века войсковые атаманы на Дону избирались «войсковым кругом»; с 18 (29) января 1718 года выборы стали утверждаться государственной властью. Должность помощника войскового наказного атамана по части учреждена 1 (13) июня 1875 года. Указом от 27 октября (8 ноября) 1869 года войсковые депутаты от дворянства переименованы в областных Войска Донского предводителей дворянства.

### Войсковые наказные атаманы
| Ф. И. О.                            | Титул, чин, звание                                                                       | Время замещения должности |
| ----------------------------------- | ---------------------------------------------------------------------------------------- | ------------------------- |
| Ромазанов Пётр Емельянович          | выборный и первый наказной (назначенный (утверждённый)) войсковой атаман                 | 1708—1718                 |
| Фролов Василий Фролович             | войсковой атаман «по выбору войска до указу»                                             | 1718—1723                 |
| Лопатин Андрей Иванович             | войсковой атаман                                                                         | 1723—1735                 |
| Фролов Иван Иванович                | войсковой наказной атаман                                                                | 1735—1738                 |
| Ефремов Данило Ефремович            | войсковой атаман, генерал-майор (тайный советник)                                        | 1738—1753                 |
| Ефремов Степан Данилович            | войсковой атаман                                                                         | 1753—1772                 |
| Машлыкин Василий Акимович           | войсковой наказной атаман                                                                | 1772—1773                 |
| Сулин Семён Никитович               | войсковой наказной атаман                                                                | 1773—1774                 |
| Иловайский Алексей Иванович         | генерал-аншеф, войсковой атаман                                                          | 1775—1797                 |
| Орлов Василий Петрович              | генерал от кавалерии, войсковой атаман                                                   | 1797—1801                 |
| Платов Матвей Иванович              | граф, генерал от кавалерии, войсковой атаман                                             | 1801—1818                 |
| Денисов Андриян Карпович            | генерал-лейтенант, войсковой атаман                                                      | 1818—1821                 |
| Иловайский Алексей Васильевич       | генерал-лейтенант, войсковой атаман                                                      | 1821—1826                 |
| Андриянов Иван Андриянович          | генерал-лейтенант, войсковой наказной атаман                                             | 1826—1827                 |
| Кутейников Дмитрий Ефимович         | генерал от кавалерии, войсковой наказной атаман                                          | 1827—1836                 |
| Власов Максим Григорьевич           | генерал от кавалерии, наказной атаман                                                    | 1836—1848                 |
| Хомутов Михаил Григорьевич          | генерал от кавалерии, наказной атаман                                                    | 1848—1862                 |
| Граббе Павел Христофорович          | генерал-адъютант, генерал от кавалерии, наказной атаман (с 1865 года — войсковой атаман) | 1862—1866                 |
| Потапов Александр Львович           | генерал-адъютант, генерал-лейтенант, войсковой наказной атаман                           | 1866—1868                 |
| Чертков Михаил Иванович             | генерал-адъютант, генерал-лейтенант, войсковой наказной атаман                           | 02.03.1868—17.04.1874     |
| Краснокутский Николай Александрович | генерал-адъютант, генерал от кавалерии, войсковой наказной атаман                        | 1874—1881                 |
| Святополк-Мирский Николай Иванович  | князь, генерал-адъютант, генерал от кавалерии, войсковой наказной атаман                 | 1881—1899                 |
| Короченцов Алексей Петрович         | генерал-лейтенант, исполняющий должность, войсковой наказной атаман                      | 1899—1900                 |
| Максимович Константин Клавдиевич    | генерал-лейтенант, войсковой наказной атаман                                             | 23.02.1900—26.02.1905     |
| Одоевский-Маслов Николай Николаевич | князь, генерал-лейтенант                                                                 | 26.02.1905—03.04.1907     |
| Самсонов Александр Васильевич       | генерал-лейтенант                                                                        | 03.04.1907—17.03.1909     |
| Таубе Фёдор Фёдорович               | барон, генерал-лейтенант                                                                 | 17.03.1909—25.02.1911     |
| Мищенко Павел Иванович              | генерал от артиллерии                                                                    | 25.02.1911—28.11.1912     |
| Покотило Василий Иванович           | генерал-лейтенант (генерал от кавалерии)                                                 | 28.11.1912—1915           |
| Смагин Алексей Алексеевич           | генерал от кавалерии                                                                     | 1915—1916                 |
| Граббе Михаил Николаевич            | граф, генерал-лейтенант                                                                  | 1916—1917                 |

### Войсковые депутаты
| Ф. И. О.                      | Титул, чин, звание                  | Время замещения должности |
| ----------------------------- | ----------------------------------- | ------------------------- |
| Карпов Аким Акимович          | генерал-лейтенант                   | 02.07.1817—19.04.1821     |
| Иловайский Иосиф Васильевич   | генерал-майор                       | 19.04.1821—15.07.1824     |
| Кутейников Фёдор Афанасьевич  | полковник, исполняющий должность    | 15.07.1824—05.09.1827     |
| Щербаков Николай Семёнович    | полковник, исполняющий должность    | 05.09.1827—03.06.1828     |
| Орлов Пётр Васильевич         | полковник                           | 03.06.1828—07.03.1832     |
| Рубашкин Александр Николаевич | генерал-майор                       | 07.03.1832—29.07.1839     |
| Себряков Михаил Васильевич    | гвардии штабс-ротмистр              | 29.07.1839—01.10.1842     |
| Ефремов Николай Степанович    | подполковник, исполняющий должность | 01.10.1842—20.01.1843     |
| Янов Пётр Петрович            | полковник                           | 20.01.1843—27.06.1845     |
| Ламовцев Александр Кузьмич    | полковник                           | 27.06.1845—03.10.1855     |
| Машлыкин Иван Алексеевич      | генерал-майор                       | 03.10.1855—12.07.1861     |
| Сулин Степан Степанович       | гвардии штабс-ротмистр              | 12.07.1861—24.08.1864     |
| Исаев Аркадий Васильевич      | гвардии штабс-капитан               | 24.08.1864—08.07.1866     |
| Шумков Фёдор Иванович         | генерал-майор                       | 08.07.1866—19.05.1867     |

### Областные предводители дворянства
| Ф. И. О.                    | Титул, чин, звание                                                   | Время замещения должности |
| --------------------------- | -------------------------------------------------------------------- | ------------------------- |
| Себряков Василий Михайлович | статский советник                                                    | 20.10.1867—25.05.1870     |
| Иловайский Степан Павлович  | гвардии штабс-ротмистр (в должности шталмейстера, статский советник) | 03.08.1870—23.05.1873     |
| Попов Иван Михайлович       | сотник (в звании камергера, статский советник)                       | 07.11.1873—10.05.1876     |
| Ефремов Николай Николаевич  | есаул (в звании камергера, статский советник)                        | 09.09.1876—26.05.1881     |
| Марков Михаил Степанович    | отставной полковник, исполняющий должность                           | 26.05.1881—29.05.1882     |
| Орлов Давид Иванович        | Свиты Его Величества генерал-майор                                   | 29.05.1882—18.01.1892     |
| Марков Михаил Степанович    | отставной полковник                                                  | 25.02.1892—22.01.1901     |
| Денисов Василий Ильич       | в звании камергера (шталмейстер)                                     | 20.02.1901—1913           |
| Поляков Николай Иванович    | коллежский советник                                                  | 1913—1917                 |

## Символика

### Герб
Герб Области Войска Донского, утверждён Всероссийским императором Александром II 5 июля 1878 года. Герб области имел следующее описание: «Щит, дважды рассечённый, с главою. В среднем серебряном поле, на лазуревом волнообразном поясе, червлёная зубчатая стена с тремя таковыми же зубчатыми круглыми башнями, из которых средняя выше. В правом червлёном поле, золотой пернач, за которым положены косвенно на-крест, серебряный бобылев хвост, на таковом же древке, и серебряная же насека — эмблемы, пожалованные Войску Донскому Петром Великим; в левом червлёном же поле, серебряная булава, за которою на-крест положены косвенно, серебряная насека, украшенная Императорским орлом и серебряный же бунчук на таковом же копье — эмблемы, пожалованные Войску Донскому Императрицею Елизаветою Петровною. В золотой главе щита, возникающий чёрный Императорский орёл, тремя коронами украшенный. Щит увенчан Древнею Царскою короною; за щитом, четыре Императорские знамени, соединённые Александровскою лентою».

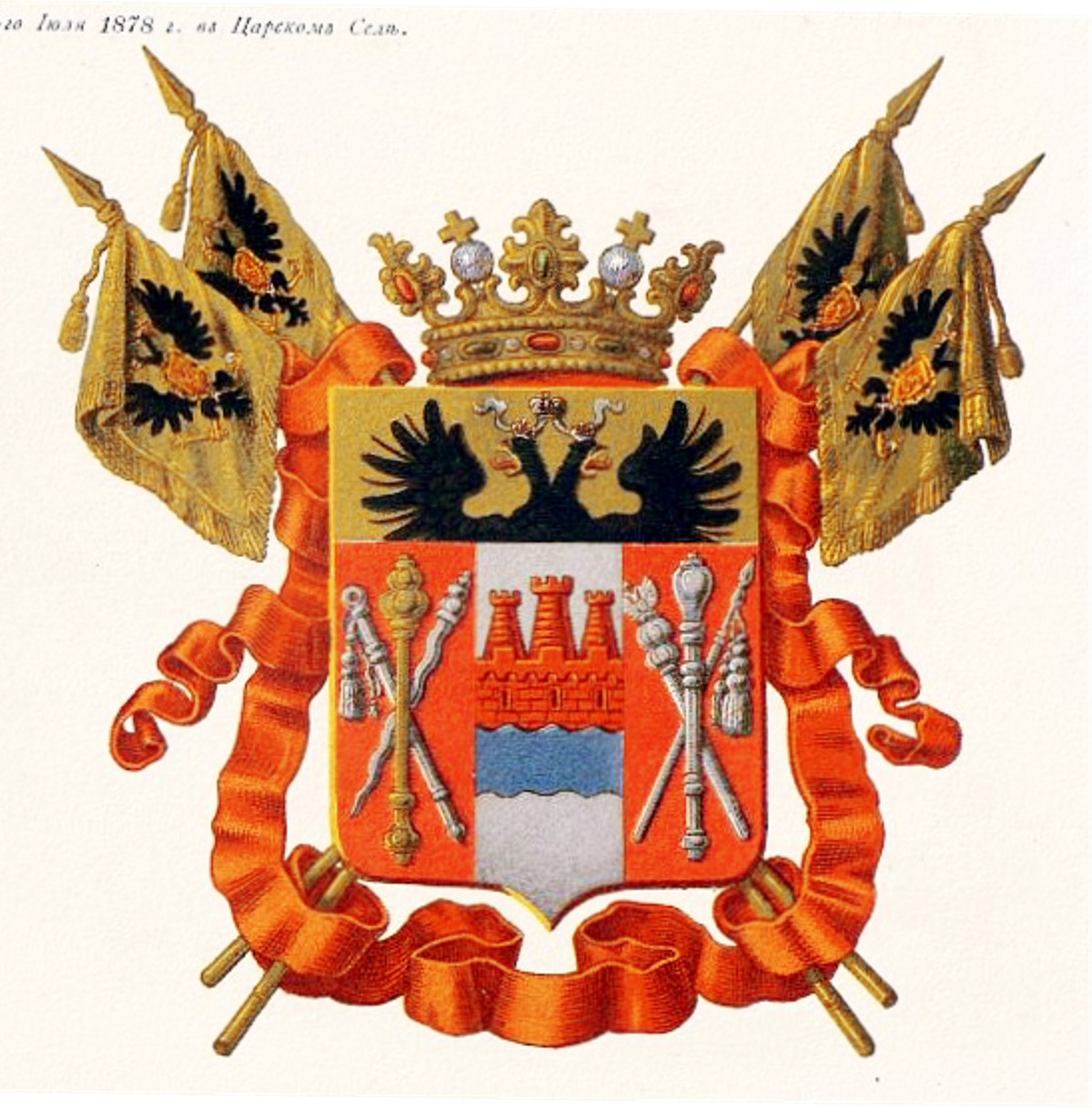
Официальный герб области (изд. МВД, 1880).
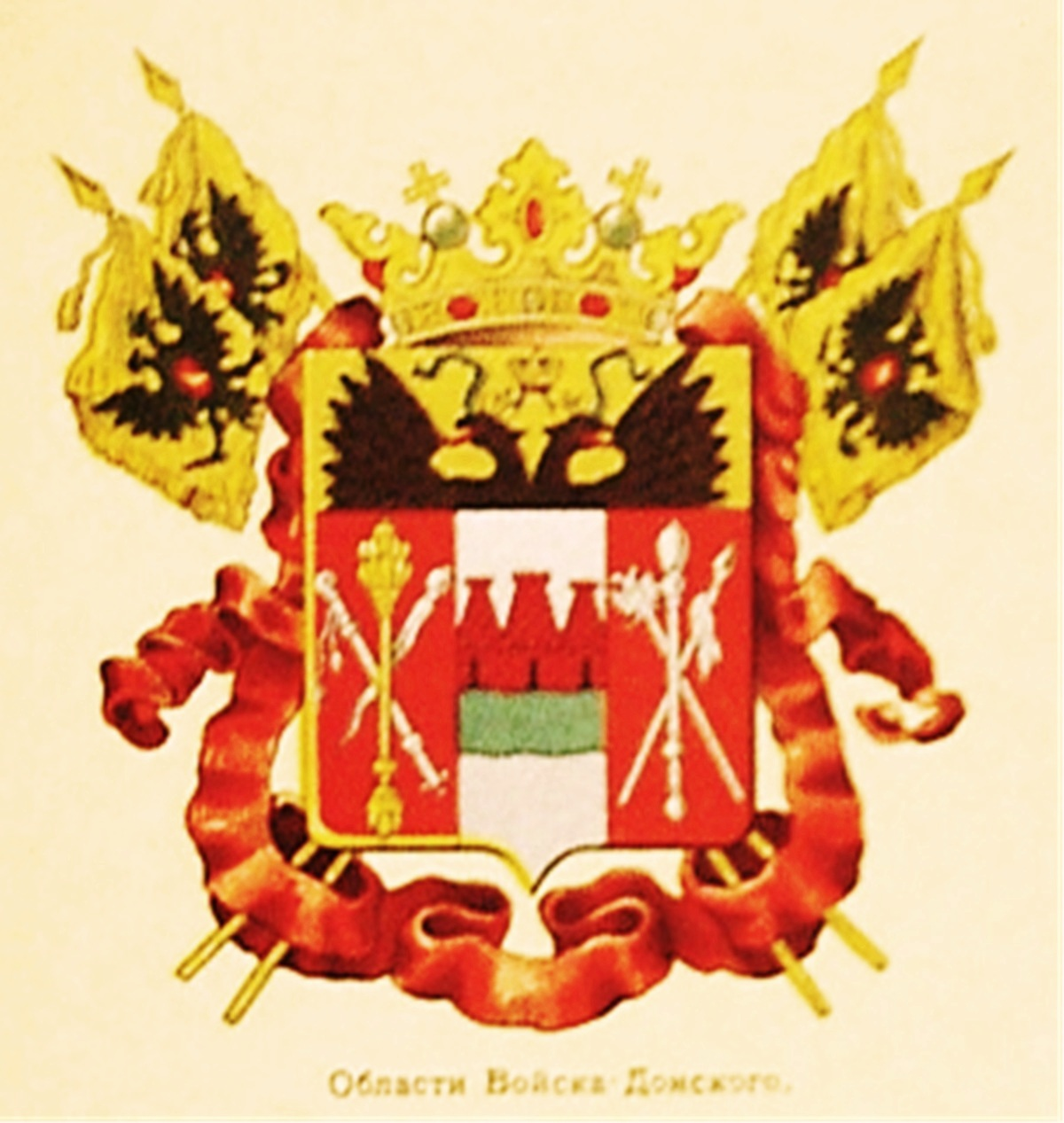
Неофициальный герб области (изд. Сукачова, 1878).
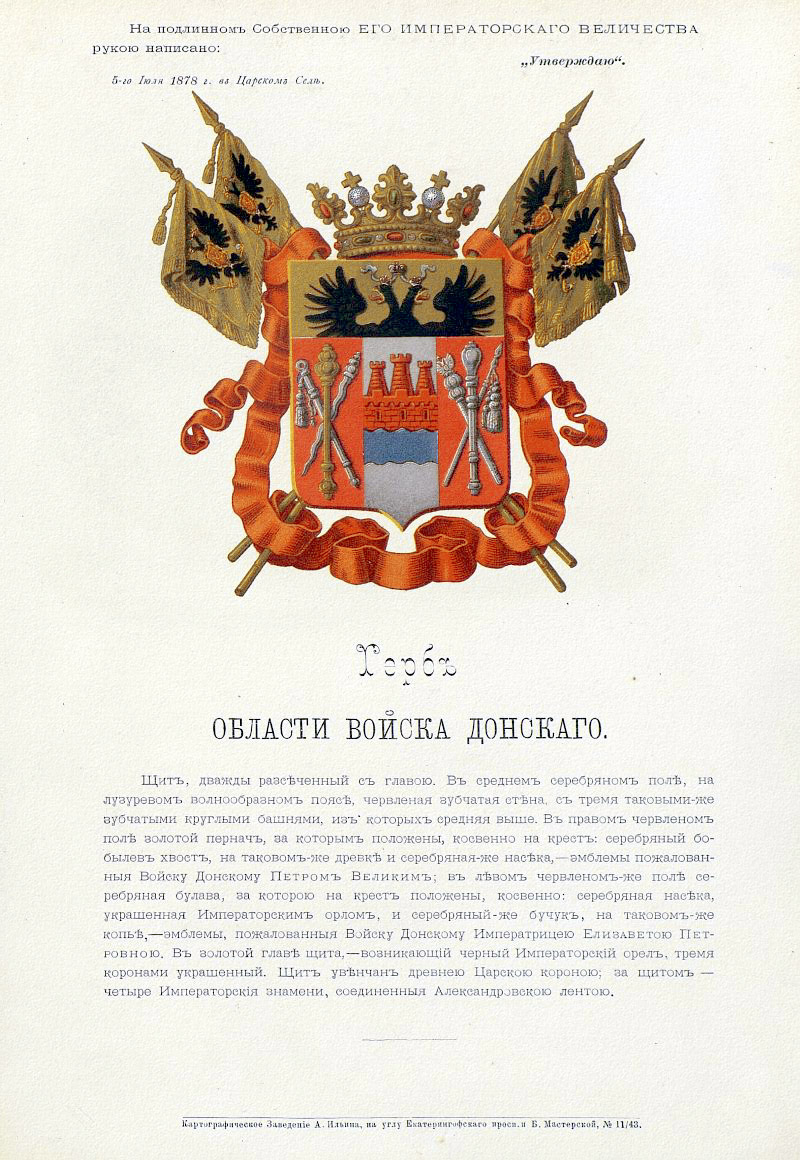
Герб области с официальным описанием, утверждённый Александром II, 1878.

## Храмы и благочиния
Новочеркасская епархия была утверждена 5 апреля 1829 года императором Николаем I. Архиерейский дом с консисторией начали строиться в Новочеркасске, открылась консистория 15 июня 1829 года. Первым архиереем новоучрежденной епархии стал Афанасий (Телятев).
К 1829 году на Дону действовали 194 церкви. В 1843 году в земле Войска Донского числились 194 приходских храма (из них — 94 каменных), а также две кладбищенские и четыре монастырские церкви. К 1867 году на Дону насчитывалось 302 православных молитвенных здания (из них — 298 приходских церквей). К 1875 году, количество храмов выросло до 360 (новые храмы были построены в основном на хуторах, в поселках и слободах). По состоянию на 1896 год в епархии существовали следующие благочиния: Аксайское, Александровско-Грушевское, Березовское, Большинское, Глазуновское, Дегтевское, Зотовское, Кагальницкое, Казанское, Каменское, Качалинское, Кирсановское, Константиновское, Митякинское, Нижне-Чирское, Новониколаевское, Новопавловское, Павловское, Потемкинское, Семеновское, Семикаракорское, Урюпинское, Усть-Медведицкое, Цимлянское и Чернышевское.
В 1905 году на Дону было около шестисот православных храмов, в том числе 25 единоверческих, объединённых в 33 благочиния. По состоянию на 1 февраля 1911 года клир Донской епархии состоял из 938 священников, 191 диакона и 927 псаломщиков. В 1912 году в ней числилось около 750 церквей, разделенных на 32 благочиния.
| Благочиние                | Округ ОВД        | Благочинный                               | Местоположение                 |
| ------------------------- | ---------------- | ----------------------------------------- | ------------------------------ |
| Аксайское                 | Черкасский       | протоиерей Александр Яковлевич Григорьев  | станица Старочеркасская        |
| Александровско-Грушевское | Черкасский       | священник Василий Александрович Иеремиев  | город Александровск-Грушевский |
| Амвросиевское             | Таганрогский     | священник Василий Андреевич Ремезов       | слобода Ивановка               |
| Багаевское                | Черкасский       | священник Иосиф Иванов                    | слобода Больше-Крепинская      |
| Березовское               | Усть-Медведицкий | священник Виктор Михайлович Олимпиев      | станица Березовская            |
| Глазуновское              | Усть-Медведицкий | священник Димитрий Яковлевич Евфанов      | станица Глазуновская           |
| Дегтевское                | Донецкий         | священник Анатолий Попов                  | слобода Маньково-Калитвенская  |
| Ермаковское               | 1-й Донской      | священник Григорий Алексеевич Кравченков  | станица Тацинская              |
| Зотовское                 | Хопёрский        | священник Николай Хрисанфович Прокопович  | станица Зотовская              |
| Кагальницкое              | Черкасский       | священник Нил Васильевич Васильев         | станица Мечётинская            |
| Казанское                 | Донецкий         | священник Иоанн Михайлович Фомин          | хутор Мешков                   |
| Каменское                 | Донецкий         | священник Николай Яковлевич Семенов       | станица Каменская              |
| Качалинское               | 2-й Донской      | священник Алексей Васильевич Майеранов    | станица Иловлинская            |
| Кирсановское              | Таганрогский     | священник Сергей Васильевич Добровольский | слобода Голодаевка             |
| Константиновское          | 1-й Донской      | протоиерей Василий Иванович Ильинский     | станица Константиновская       |
| Макеевское                | Таганрогский     | священник Платон Иванович Евфимьев        | слобода Макеевка               |
| Милютинское               | Донецкий         | священник Николай Христофорович Емельянов | слобода Маньково-Берёзовская   |
| Митякинское               | Донецкий         | священник Николай Иванович Семенов        | станица Митякинская            |
| Нижне-Чирское             | 2-й Донской      | священник Михаил Иванович Крылов          | станица Нижне-Чирская          |
| Новониколаевское          | Таганрогский     | священник Михаил Николаевич Беляевский    | слобода Фёдоровка              |
| Потемкинское              | 2-й Донской      | священник Евгений Петрович Попов          | станица Потемкинская           |
| Правовторовское           | Хопёрский        | священник Петр Аристович Попов            | станица Урюпинская             |
| Преображенское            | Хопёрский        | священник Владимир Николаевич Криницкий   | станица Ярыженская             |
| Ровенецкое                | Таганрогский     | священник Иоанн Николаевич Золотарёв      | станица Провалье               |
| Сальское                  | Сальский         | священник Михаил Иванович Котельников     | станица Куберле                |
| Семикаракорское           | 1-й Донской      | священник Петр Александрович Дубровский   | станица Семикаракорская        |
| Тарасовское               | Донецкий         | священник Михаил Яковлевич Евфанов        | слобода Маньково-Калитвенская  |
| Урюпинское                | Хопёрский        | священник Алексей Степанович Матвеев      | станица Урюпинская             |
| Усть-Медведицкое          | Усть-Медведицкий | протоиерей Поликарп Степанович Соболев    | станица Усть-Медведицкая       |
| Филоновское               | Хопёрский        | священник Сергей Иванович Архипов         | станица Филоновская            |
| Цимлянское                | 1-й Донской      | священник Алексей Стефанович Щербаков     | станица Мариинская             |
| Чернышевское              | 2-й Донской      | священник Николай Николаевич Виноградов   | хутор Каргин                   |